# クバー・モスク
クバー・モスク（アラビア語: مسجد قباء、Masjid Qubā'、マスジド・クバー（ッ））は、イスラム教の第2の聖地・預言者のモスクがあるサウジアラビアのマディーナにあるイスラムにおいて初めてつくられたイスラム教の礼拝堂・モスクのひとつ。このモスクは、聖遷の時つくられた。ここのモスクに置かれた最初の基礎の石は預言者ムハンマド自らが置いたとされている。
クルアーンでالتقوى（al-taqwā、アッ＝タクワー）として登場するのがこのモスクを指すと考えられている。
ハッジ（巡礼）の際、マディーナを訪れたムスリムは預言者のモスクを訪れた後多くはここを次に訪れる。